# پائولو گازانیگا
بازیکن اهل آرژانتین.پائولو گازینگا در سال ۲۰۲۱ با تیم فولام قرار داد بست.